# Marcelo Gama
Marcelo Gama, pseudónimo de Possidônio Duarte Machado (Mostardas, 3 de marzo de 1878 - Río de Janeiro, 7 de marzo de 1915) fue un poeta y periodista brasileño así como uno de los más grandes representantes de la poesía simbolista en Río Grande del Sur.